# Awa Tanuki Gassen
 (août 2024).
La mise en forme du texte ne suit pas les recommandations de Wikipédia : il faut le « wikifier ».
Les points d'amélioration suivants sont les cas les plus fréquents. Le détail des points à revoir est peut-être précisé sur la page de discussion.
- Les titres sont pré-formatés par le logiciel. Ils ne sont ni en capitales, ni en gras.
- Le texte ne doit pas être écrit en capitales (les noms de famille non plus), ni en gras, ni en italique, ni en « petit »…
- Le gras n'est utilisé que pour surligner le titre de l'article dans l'introduction, une seule fois.
- L'italique est rarement utilisé : mots en langue étrangère, titres d'œuvres, noms de bateaux, etc.
- Les citations ne sont pas en italique mais en corps de texte normal. Elles sont entourées par des guillemets français : « et ».
- Les listes à puces sont à éviter, des paragraphes rédigés étant largement préférés. Les tableaux sont à réserver à la présentation de données structurées (résultats, etc.).
- Les appels de note de bas de page (petits chiffres en exposant, introduits par l'outil «  Source ») sont à placer entre la fin de phrase et le point final[comme ça].
- Les liens internes (vers d'autres articles de Wikipédia) sont à choisir avec parcimonie. Créez des liens vers des articles approfondissant le sujet. Les termes génériques sans rapport avec le sujet sont à éviter, ainsi que les répétitions de liens vers un même terme.
- Les liens externes sont à placer uniquement dans une section « Liens externes », à la fin de l'article. Ces liens sont à choisir avec parcimonie suivant les règles définies. Si un lien sert de source à l'article, son insertion dans le texte est à faire par les notes de bas de page.
- La présentation des références doit suivre les conventions bibliographiques. Il est recommandé d'utiliser les modèles {{Ouvrage}}, {{Chapitre}}, {{Article}}, {{Lien web}} et/ou {{Bibliographie}}. Le mode d'édition visuel peut mettre en forme automatiquement les références.
- Insérer une infobox (cadre d'informations à droite) n'est pas obligatoire pour parachever la mise en page.

Pour une aide détaillée, merci de consulter Aide:Wikification.
Si vous pensez que ces points ont été résolus, vous pouvez retirer ce bandeau et améliorer la mise en forme d'un autre article.
Awa Tanuki Gassen (阿波狸合戦), Awa no Tanuki Gassen (阿波の狸合戦)  « La grande bataille des tanukis de Awa », également connue sous le nom de Kinchō Tanuki Gassen (金長狸合戦 ; « La bataille de Kinchō-danuki »), est un récit militaire fictif issu du folklore japonaise  se déroulant dans le Province d'Awa (aujourd'hui préfecture de Tokushima ),  racontant l’histoire d'une grand conflit entre deux factions de bake-danuki. 

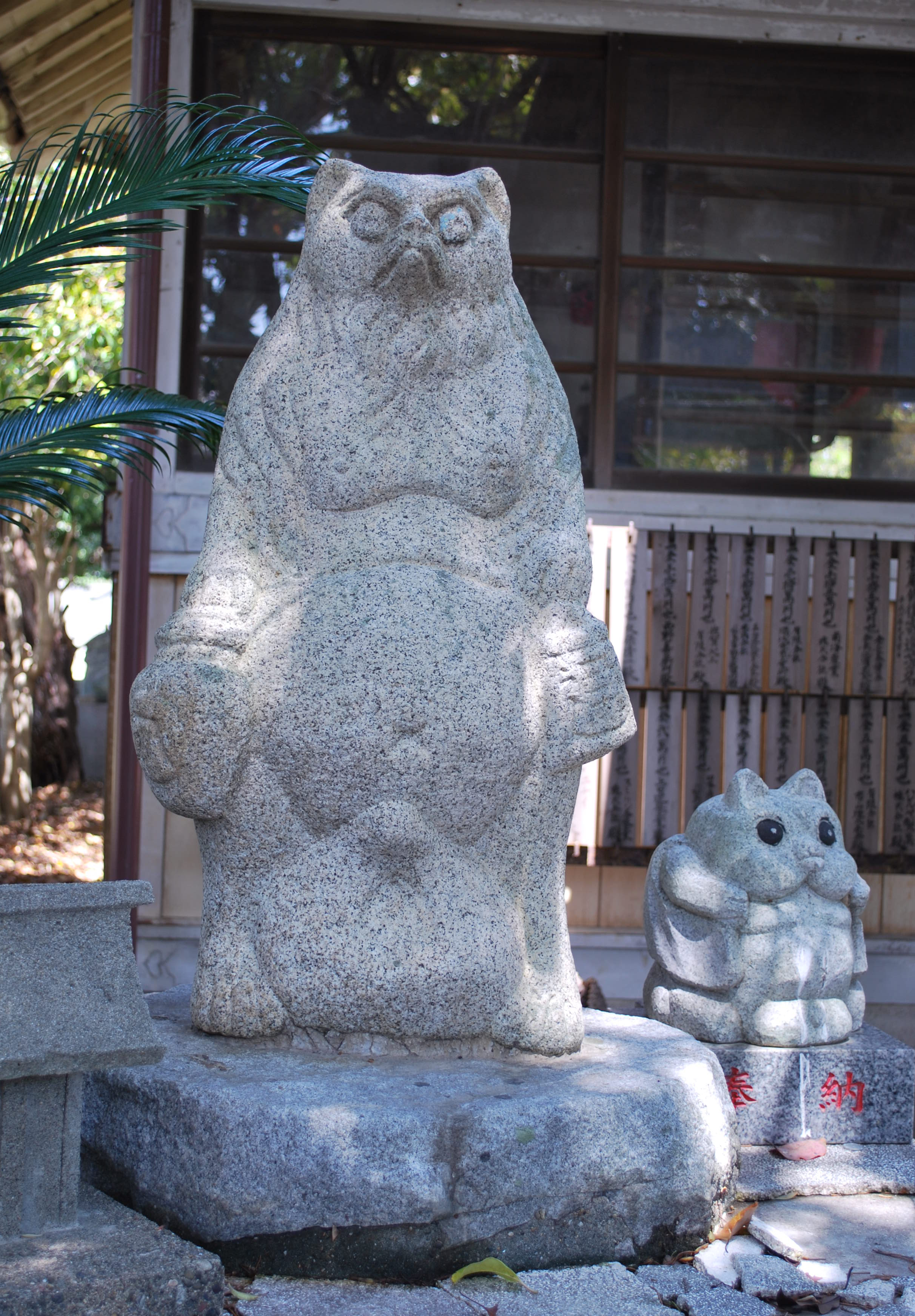
Statue de Kinchō (Kinchō Jinja).

Parmi les histoires de bake-danuki populaires sur l'île de Shikoku,,, celle-ci étant considérée comme la plus célèbre de Tokushima. Cette histoire est apparue pour la première fois dans la littérature vers la fin de la période Édo, publiée pour la première fois au cours de la quarante troisième année de l'ère Meiji (1910) sous le titre Shikoku Kidan Jissetsu Furudanuki Gassen (四国奇談実説古狸合戦). Il s'agissait d'un kōdan, un récit oral, qui a gagné en popularité au début de la pariode Showa lorsqu'il a été adapté au cinéma. Au cours de la période Heisei, il est devenu un thème récurrent dans le cadre de grandes actions collectives, devenant largement connu dans la préfecture de Tokushima.

## Récit
L'histoire se déroule autour de la période tenpō (de 1830 à 1844) près de Higaino à Komatsushima (aujourd'hui Higaino-chō dans la ville de Komatsushima, Tokushima ). Un teinturier nommé Moemon (茂右衛門), qui dirigeait un atelier de teinture appelé Yamatoya (大和屋), a sauvé un tanuki qui était victime d'intimidation par les gens,. En peu de temps, les affaires de Yamatoya étaient florissantes. Quelque temps plus tard, le tanuki s’est mis à posséder Mankichi, un employé de la boutique de teintures. Le tanuki révèle alors sa véritable identité désignée sous le nom de Kinchō (金長) et qui est le chef d’un groupe de tanukis locaux, devenu un bake-danuki âgé d'environ 206 ans. Pendant son séjour dans le corps de Mankichi, Kinchō rendit de grands services, comme la guérison des maladies des clients et la divination, ce qui lui valut une grande réputation.
Quelques années plus tard, Kinchō décide d'essayer d'élever son rang dans la société au-delà de celui d'un simple bake-danuki, il devient donc l'apprenti de l’éminent bake-danuki, Rokuemon (六右衛門?), qui vit dans la baie de Tsuda, dans le district de Myōdō. Après de nombreux entraînements, Kinchō fait preuve de grandes prouesses et a presque atteint le rang de Shoichii (正一位). Rokuemon, réticent à laisser partir Kinchō, a essayé de le faire rester comme gendre en épousant sa fille. Cependant, ce dernier fut contraint de refuser, se sentant obligé de retourner auprès de Moemon et, de plus, il n'aimait pas la personnalité cruelle de Rokuemon.
Rokuemon, fou de rage, était absolument insatisfait de la situation, mais surtout, il eut peur que Kinchō devienne son ennemi et lui vole sa place. Avec ses vassaux, le vieux tanuki tenta d'assassiner Kinchō. Avec l'aide d'un tanuki de Higaino nommé Fuji no Kidera no Taka (藤ノ木寺の鷹), Kinchō pris la décision de contre-attaquer son ancien maître. Cependant, Taka mourut au combat et seul Kinchō a pu en échapper en rentrant chez lui.
Kinchō a tenté de recruter davantage de partisans afin de se constituer une armée et de venger la mort Taka. C’est ainsi qu’il commença une nouvelle contre-attaque contre Rokuemon et ses partisans, qui aboutit à une grande bataille. Au cours de la bataille, l'armée de Rokuemon fut défaite, et ce dernier fut déchiqueté par les crocs de Kinchō. Cependant, ce dernier également grièvement blessé par son combat contre Rokuemon, finit par se laisser déborder par le conflit et en meurt.
Moemon, extrêmement peiné par la mort de son petit protégé juste avant d'atteindre le rang de Shoichii, s'est rendu lui-même auprès du prêtre de Kyoto au sanctuaire Yoshida et lui a décerné le titre.
À l'époque de cette bataille, la rumeur courait que l'armée de Kinchō se rassemblait dans la forêt de Chinju en prévision de la bataille contre Rokuemon. Lorsque les gens entraient dans la forêt, ils entendaient beaucoup de cris et voyaient les empreintes de pas d'un grand nombre de tanukis, ce qui laissait supposer que les rumeurs d'une bataille entre tanukis n'étaient pas simplement des mensonges ou le fruit de superstitions.

## Variantes

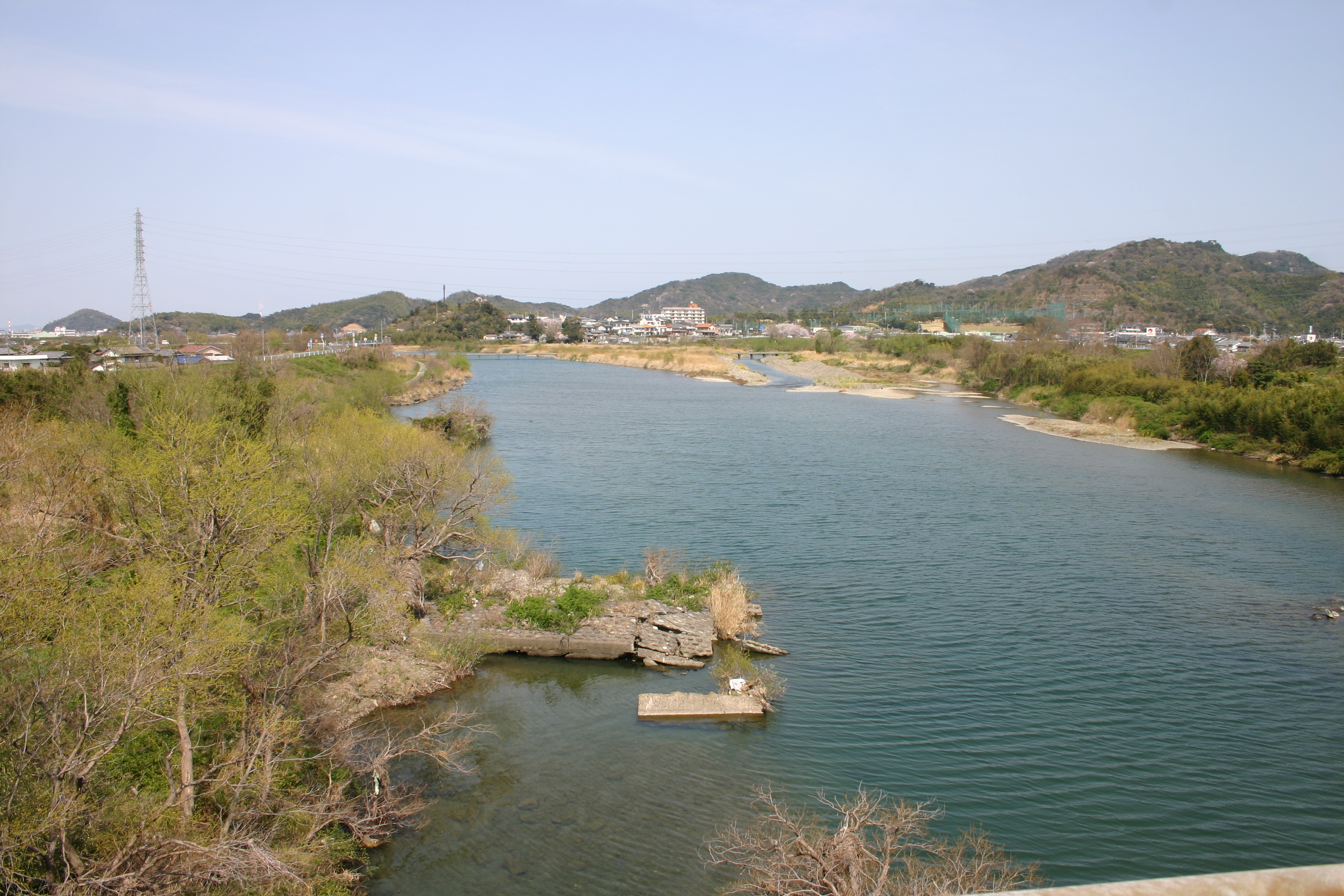
La rivière Katsuura, l'un des lieux où s'est déroulée la bataille d’Awa.

L'histoire exacte varie en fonction de la source, qui est souvent considérée comme le résultat de l'influence d'un certain kōdan.
- Le nom de la fille de Rokuemon était Koyasuhime (小安姫). Elle était très amoureuse de Kinchō et n’a pas hésité à critiquer son père lorsqu’il a tenté d’assassiner Kinchō. Cependant, voyant qu’elle n’était pas écoutée par son père quant au sort de Kinchō, elle décida de se suicider pour le faire culpabiliser. Ce fut le résultat inverse, et Kinchō interpréta cela comme une influence néfaste de Kinchō, qu’il fallait éliminer. Kinchō, apprenant la mort de celle qui l'aimait, devint encore plus déterminé à défaire le cruel Rokuemon[12].
- Dans certains récits, la forêt de Chinju est replacé par les berges de la rivière Katsuura. Dans ce récit, les armées de Kinchō et de Rokuemon comptaient toutes deux plus de 600 tanuki, et la bataille aurait duré trois jours et trois nuits[12].
- Dans une autre version du récit, Shibaemon de l'île d'Awaji aurait également pris part à la bataille[13]. Mais cette version est restée très impopulaire puisqu’elle modifie l’histoire originale de Shibaemon.
- Dans une autre variante, Kinchō, au bord de la mort, utilisa ses dernières forcer pour s’en retourner voir Moemon à Higaino avant de succomber. Moemon, ému de cela et de la vie que ce brave tanuki menait, décida de déifier Kinchō en tant que daimyōjin[14].
- Dans une autre version, Kinchō, mourant, serait devenu un esprit et aurait servi d'esprit gardien de Mankichi, et a juré de servir comme divinité protectrice de la famille Moemon à sa mort. Moemon, ému par cela, le déifia en tant que daimyōjin[15],[16],[17].
- Une autre variante fait intervenir les descendants des deux camps, leurs fils respectifs commencèrent à se battre entre eux, voulant venger leur pères, mais l’éminent Tasaburō intervint et servit de médiateur, mettant fin à la guerre[13].

## Origine
À l'époque de Tenpō, il existait une histoire selon laquelle un tanuki sauvé par Yamatoya lui avait rendu la pareille en signe de gratitude, ce qui a conduit à la théorie selon laquelle cette histoire proviendrait de ce fait insolite. Une certaine année après cela, il y eut un incident où un grand nombre de cadavres de tanukis furent retrouvés sur les berges de la rivière Katsuura, conduisant à la théorie selon laquelle l'histoire du grand affrontement entre tanukis aurait eu lieu. Un fait divers aboutissant à la création d’un grands nombre de récits folkloriques.
Ce genre de conflits et de tragédies détaillés dans cette guerre, étaient des aspects de la société humaine, pouvant également être considérés comme un pastiche de la société, où les hommes sont remplacés par des tanukis.
Dans une montagne située à Tokushima où des pratiquants du Shugendō exerçaient leur culte, il y eut une bataille entre les différentes adeptes de groupes régionaux de cette pratique. Dans une des anciennes variantes de la bataille d’Awa, il était question d’une scène de bombardement de pierres, comme il s’agissait d’une technique militaire considérée comme antérieure à la période d’Édo, certains pensent que cette bataille d’Awa serait basée sur ce conflit, entre les pratiquants de Shugendō du mont Tairyūji et ceux du mont Tsurugi basés respectivement sur Kinchō et Rokuemon. Un conflit sans douté basé sur un désaccord territorial.
La préfecture de Tokushima était également un lieu où « l'aizome », une teinture à l'indigo japonaise, prospérait, car elle utilisait du sable qui pouvait être extrait de la baie de Tsuda rendznt le processus de fabrication de l’aizome plus aisée. Cela aurait conduit à une bataille pour ces sables entre les deux populations situés sur les deux rives de la rivière Katsuura. Certains folkloristes parlent également de conflits entre pêcheurs entre le district de Tsuda et Komatsushima,. Asagawa Yasutaka, le prêtre en chef du sanctuaire Tsuda-ji, où se trouve un monument consacré à Rokuemon, est un élément qui pourrait soutenir également cette théorie de l’origine humaine du conflit. Les tanukis n’y seraient donc pour rien, et seul des conflits d’intérêts en seraient la cause.
Indépendamment de la vérité sur l'histoire du tanuki, Shibaemon était une personne réelle,  et le film Awa Tanuki Gassen de 1939 est basé sur un kōdan publié sous forme de roman, ainsi que sur les légendes orales racontées par un descendant direct de Shibaemon. Il existe également la théorie selon laquelle l'incident au cours duquel Mankichi a été protégé par un tanuki était un événement distinct de la guerre entre Kinchō et Rokuemon, les conteurs kōdan ultérieurs les auraient alors liés ensemble pour ne créer qu’un seul récit.

## Récits connexes
Selon les légendes de la préfecture de Tokushima, à l'époque du domaine d'Awa, un tambour, normalement battu pour notifier les différentes heures de la journée, aurait cessé d’être battu dans certaines localités a certaines heures précises, seulement à quatre heure dans la région de Fujita Ōmichi et à six heure dans la région de Teramachi. Cela serait dû au fait, que dans différents lieux saints, les descendants directes de Kinchō et Rokuemon, furent consacrés respectivement sous le nom de « Oyotsu » au Konpira Jinja de Fujita Ōmichi et « Oroku » (qui signifie six) au temple Myōchō-ji de Teramachi.

## Adaptations cinématographiques
- Awa Tanuki Gassen (1939)
- Awa Tanuki Yashiki (1940)
- Awa Odori Tanuki Gassen (1954)
- Awa Tanuki Henka Sōdō (1958)
- Heisei Tanuki Gassen Ponpoko (1994)